# Claude Crabb
Claude Clarence Crabb (Carmel-by-the-Sea, 8 de marzo de 1940 - Palm Desert, 8 de febrero de 2021) fue un jugador de fútbol americano profesional que jugó como cornerback en la Liga Nacional de Fútbol Americano (NFL). Jugó fútbol americano universitario para los Trojans de la USC.

## Biografía
Crabb fue mariscal de campo de fútbol, jugador de baloncesto y velocista de pista en Monterey Union High School 1954-58. Jugó fútbol americano universitario en la Universidad de Colorado después de transferirse de la Universidad del Sur de California y fue seleccionado en la ronda 27 del Draft de la AFL de 1962 por los Buffalo Bills.
Crabb fue un ex corredor defensivo de fútbol americano en la National Football League de los Washington Redskins (1962–63), donde hizo seis intercepciones en 1962, Philadelphia Eagles (1964–65) y Los Angeles Rams (1966–68).
Falleció de COVID-19 durante la pandemia de COVID-19 en California el 8 de febrero de 2021, a la edad de 80 años.